# بالرین (فیلم ۲۰۲۳)
بالرین (کره‌ای: 발레리나) یک فیلم اکشن دلهره‌آور محصول سال ۲۰۲۳ کره جنوبی به کارگردانی لی چونگ هیون و با بازی جون جونگ سو، کیم جی هون و پارک یو ریم است.
این فیلم نخستین بار در بیست و هشتمین جشنواره بین‌المللی فیلم بوسان در بخش «سینمای کره‌ای امروز – نخستین اجرای ویژه» در ۵ اکتبر ۲۰۲۳ به نمایش درآمد. بالرین به صورت بین‌المللی در نتفلیکس در ۶ اکتبر ۲۰۲۳ منتشر شد.

## تولید
فیلمبرداری اصلی در ژوئن ۲۰۲۲ آغاز شد و فیلمبرداری در اواخر اکتبر همان سال به پایان رسید.
در ژانویه ۲۰۲۳، نتفلیکس در فهرست فیلم‌های کره‌ای آینده خود را اعلام کرد که بالرین به عنوان یکی از ۶ فیلم کره‌ای که به این پلتفرم اضافه می‌شوند، در فهرست قرار گرفت.

## بازخوردها
- این فیلم فیلم از ۹ تا ۱۵ اکتبر ۱۴٫۷ میلیون بازدید و ۲۳٫۱ میلیون ساعت تماشا داشت. این فیلم در فهرست جهانی ۱۰ فیلم برتر هفتگی نتفلیکس (غیرانگلیسی) که بیشترین بازدید را داشتند، در رتبه اول قرار گرفت.[۴][۵]
- در وب‌سایت جمع‌آوری‌کننده نقد راتن تومیتوز، این فیلم بر اساس ۱۱ نقد، امتیاز تأیید ۹۱٪ را با میانگین امتیاز ۶٫۶ از ۱۰ کسب کرده است.[۶][۷]

## بازیگران
- جون جونگ-سو در نقش جونگ اوک جو[۸]
- کیم جی هون در نقش چوی پرو
- پارک یو ریم در نقش چوی مین هی[۹]
- شین سه هی در نقش یک دانش آموز
- پارک هیونگ سو در نقش میونگ شیک[۱۰]

### حضور ویژه
- کیم مو یول در نقش رئیس جو
- جانگ یون-جو در نقش مون یونگ
- کیم یونگ اوک در نقش دلال اسلحه